# 알쇼
알쇼는 이스트소프트가 제작한 동영상 재생 플레이어이다. 시스템 자원 소비가 적고 조작하기 쉬운 프로그램이다. 필수 코덱을 내장한, 동영상 재생에 최적화된 프로그램(자체 코덱 선택을 통해, 설치되어 있지 않은 코덱에 대한 정보를 제공함)이다.
알쇼의 특징은 실행할 때마다 화면에 나타나는 패러디 포스터라고 할 수 있다. 알쇼 화면에 알툴즈 캐릭터가 등장하는 영화 패러디 포스터가 나온다. 하지만, 2013년 5월 14일 부로 서비스 지원 및 다운로드 서비스가 종료되었다.

## 기능
- 구간 반복 기능 제공.
- avi, mpg, mpeg, dat등의 다양한 미디어 형식을 지원, wmv, asf, asx와 같은 스트리밍 형태의 윈도 미디어 포맷 지원.
- mp4, flv, swf 포맷, DVD 재생 지원.
- 자막의 위치, 크기, 글꼴 등을 세밀하게 지정, 자막 싱크 조절 등 제공.
- 다양한 화면 크기와 화면 비율을 지원.
- 동영상 재생 중 ESC버튼을 누르면, 재생 중인 영상은 트레이로 이동하고 사운드는 중지되어 감상 중인 동영상을 숨길 수 있음.
- 자동 전원 관리 기능(자동으로 시스템이 꺼지는 기능 제공)
- 재생 중인 영상을 이미지, 동영상으로 캡처 가능.